# George Radcliffe Colton

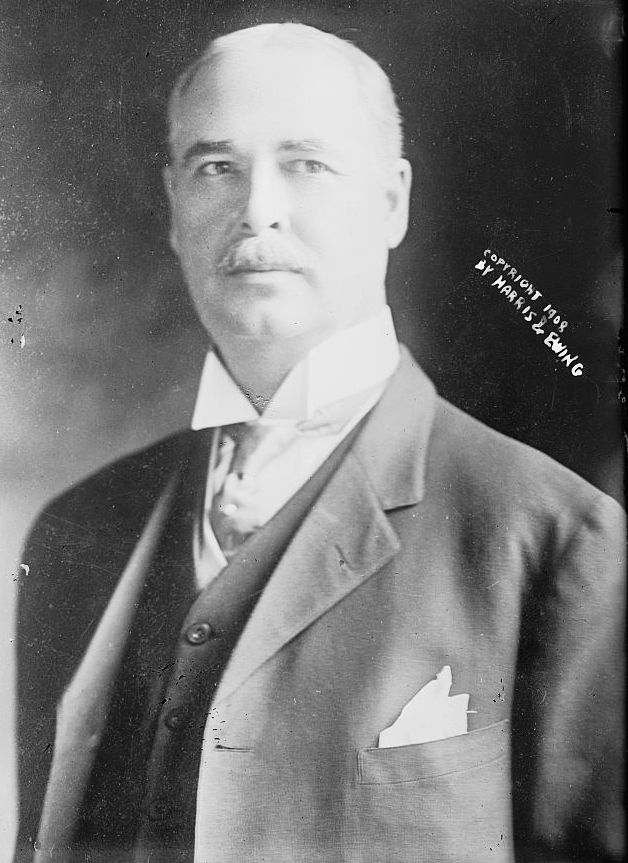
George Radcliffe Colton

George Radcliffe Colton (* 10. April 1865 in Galesburg, Illinois; † 6. April 1916 in Washington, D.C.) war ein US-amerikanischer Politiker und von 1909 bis 1913 Gouverneur von Puerto Rico.

## Werdegang
Über die Jugend und Schulausbildung von George Colton ist nichts überliefert. Er wurde in Illinois geboren und zog später nach Nebraska, wo er in den Militärdienst der Regierung trat. Von 1889 bis 1890 saß er im Repräsentantenhaus von Nebraska. Während eines Aufstands auf den Philippinen wurde er als Oberstleutnant einer Einheit aus Nebraska dorthin beordert. Im Jahr 1899 wurde er stellvertretender Leiter der Zollbehörde im Hafen von Iloilo. Später wurde er Dienststellenleiter dieser Behörde. 1905 wurde er als Oberst mit dem Aufbau einer Zollverwaltung in der Dominikanischen Republik beauftragt. Im Jahr 1907 kehrte er auf die Philippinen zurück und leitete dort die Zollbehörde in Manila. Weitere zwei Jahre später kehrte er auf das amerikanische Festland zurück, wo er an der Neufassung der Zollgesetze der Philippinen arbeitete.
Im November 1909 wurde Colton von Präsident William Howard Taft als Nachfolger von Regis Henri Post zum neuen Gouverneur von Puerto Rico ernannt. Dieses Amt bekleidete er bis zum 5. November 1913. Danach übernahm es Arthur Yager. Nach dem Ende seiner Zeit als Gouverneur zog sich Colton in das Privatleben zurück. Er ließ sich wieder in den Vereinigten Staaten nieder und ging dort privaten Geschäften nach. George Colton starb am 6. April 1916 in Washington an einer Tropenkrankheit. Er war verheiratet und hatte zwei Söhne.